# Blokhuis (Liessel)
Het Blokhuis was een blokhuis of kasteel in de buurtschap Sloot in de gemeente Deurne, in de Nederlandse provincie Noord-Brabant.

## Geschiedenis
Het Blokhuis werd in de jaren na 1516 gebouwd in opdracht van Everard van Doerne met financiële middelen die door de hertog van Brabant ter beschikking waren gesteld. Het werd een leengoed van deze hertog. Het gebouw werd in samenhang met een systeem van landweren opgericht om Brabant te beschermen tegen invallen van de Geldersen via de smalle passage door de Peel tussen Meijel en Liessel. De jaren ervoor hadden Gelderse troepen veel verwoestingen in Peelland aangericht. Het Blokhuis was de opvolger van het Blokhuis in de buurtschap Leensel.
Hoe dit Blokhuis eruitzag, weten we niet. In 1634 wordt het gebouw omschreven als het huijs te Liessel metten nederhoff met sijne wallen, watergrachten ende optreckende twee bruggen, mette warande daer voor ende elders gelegen, met noch de plantagie voor het voors. huys staende.
Ook moet in het gebouw een huiskapel aanwezig zijn geweest. Een kelk die op het Blokhuis werd gebruikt, bevindt zich nu nog in het bezit van de Liesselse Sint-Willibrorduskerk. Een gevelsteen van het Blokhuis is ingemetseld in een woonhuis aan de Ameidestraat in Helmond. Bij de sloop van het pand rond 2019 werden de drie delen van de steen gered en overgedragen aan de locale gemeenschap, maar door onvakkundig handelen zijn de stenen later alsnog beschadigd.
In de 17e eeuw raakte het Blokhuis in verval. De laatste eigenaar, Joannes Norbertus van Cuijlenburg (1721-1782), brak het tussen 1768 en 1782 af. Aan de Blokhuisweg te Liessel ligt het perceel land waarin zich nog de grachten en fundamenten moeten bevinden. Huidige agrarische bebouwing op het perceel kan de resten van de voorburcht aangetast hebben.

## Eigenaren
| periode        | eigenaar                                            | relatie tot vorige eigenaar |
| -------------- | --------------------------------------------------- | --------------------------- |
| 1516-1527      | Everard van Doerne                                  | n.v.t.                      |
| 1527-na 1604   | Hendrick van Doerne jr.                             | vierde zoon                 |
| na 1604-1615   | Everard van Doerne                                  | zoon                        |
| 1615-1646      | Cornelis van Doerne                                 | zoon                        |
| 1646-1658      | Hendrick van Doerne, vernieuwing Everard van Doerne | oom resp. zoon              |
| 1658-1670      | Idzart Josephus van Albada                          | n.v.t.; koop                |
| 1670-1688      | De kinderen d'Albada                                | kinderen                    |
| 1688-?         | Arnold Costerius                                    | n.v.t.; koop                |
| ?-1722         | Catharina Smits                                     | weduwe                      |
| 1722-1768      | Isabella Louisa Costerius                           | dochter                     |
| 1768-vóór 1782 | Joannes Norbertus van Cuijlenburg                   | n.v.t.; koop                |

## Heer van Liessel?
De eerste eigenaar van het Blokhuis was heer van Deurne, waaronder ook de jurisdictie van Liessel viel. Liessel was derhalve geen zelfstandige heerlijkheid. Toch kwam het zover dat de erfgenamen van Everard van Doerne, Jan en Hendrick, de jurisdictie over Liessel betwistten. Jan was heer van Deurne, Hendrick bezat het Blokhuis zonder jurisdictie. In 1568 troffen zij elkaar voor het Leenhof van Brabant. Jan werd in het gelijk gesteld, en de ongedeeldheid van de oude heerlijkheid werd bevestigd. Jan deed zijn broer echter een gunst, en gaf hem enkele jaren later enkele jachtrechten, met de nadrukkelijke vermelding dat de jurisdictie daar niet onder viel.
Vrijwel elke volgende generatie hadden de heer van Deurne en de eigenaar van het Liesselse Blokhuis twist over wie het in Liessel voor het zeggen had. Opmerkelijk is een overeenkomst uit 1607: Wolfaart Evert van Wittenhorst, heer van Deurne, en Everard van Doerne, eigenaar van het Blokhuis, kwamen overeen dat Wolfaart heer van een ongedeelde heerlijkheid Deurne zou blijven, maar aan Everard bepaalde inkomsten zouden toekomen. Een jurisdictie kreeg Everard dus niet. Toch ontleende hij de titel heer van Liessel hieraan.
In de bronnen komen meermaals verwarrende formuleringen voor. Zo zou in 1657 de helft van de middele ende laege jurisdictie tot het Blokhuis hebben behoord. De grote verwarring die was ontstaan werd uiteindelijk in 1678 beslecht door Liessel tot een grondheerlijkheid te maken en Rogier van Leefdael, de heer van Deurne, als grondheer van Liessel aan te wijzen. De felste acties uit Liessel waren toen al verzand en het Blokhuis verviel. Een militair doel diende het toen al lang niet meer.
Aldendriel · Asten · Barendonk · De Blauwe Kamer · Blokhuis te Leensel · Blokhuis te Liessel · Blokhuis op Ter Vloet · Bokhoven · Bouvigne · Bronkhorst · Boxmeer · Breda · Kasteel Croy · Cranendonck · De Donk (Someren) · Dommelrode · Dussen · Eckart · Eikenlust · Emmaus · Eymerick · Frisselstein · Gageldonk · Geldrop · Gemert · Groot Kasteel · Klein Kasteel · Groenendaal · De Hattert · Heeswijk · Heeze · Helmond · Henkenshage · Hooghuis op de Schouw · De Laar · Loon op Zand · Markiezenhof · Het Makken · Maurick · Meeuwen · Mierlo · Muggenheuvel · Nemerlaer · Nieuw-Herlaar · Nieuwenroy · Oijen · Onsenoort · Het Oortje · Oud Beijsterveld · Oud-Herlaar · 't Oude Huys · Rijswijk · Seldensate · Slotjes van Oosterhout · Soeterbeek · Stakenborch · Stapelen · Strijdhoef · Strijen · Tilburg · Paleis-Raadhuis · Tongelaar · Walstein · Wamberg · Het Witte Kasteel · Wouw · Zuidewijn · Zwijnsbergen